# Dariush Eghbali
Dariush Eghbali (født 4. februar 1951) er en populær iransk sanger. Dariush Eghbali blev født i Tehran and brugte de tidlige år af sit liv i Karaj og Kurdistan provins. Hans talent blev opdaget i den tidlige alder af ni år under en optræden på sin daværende skole. Hassan Khayatbashi introducerede ham til offentligheden som 20 årige gennem iransk tv. Han blev umiddelbart populære med det legendariske sang "Be Man Nagu Dustet Daram" (Sig ikke du elsker mig) samt sin unikke stil der åbnede for et helt nyt æra i iransk musik.